# Juanito Valderrama
Juan Manuel Valderrama Blanca, conocido artísticamente como Juanito Valderrama (Torredelcampo, Jaén, 24 de mayo de 1916 – Espartinas, Sevilla, 12 de abril de 2004), fue un cantaor de flamenco y copla. Participó también como actor en seis películas. 

## Biografía

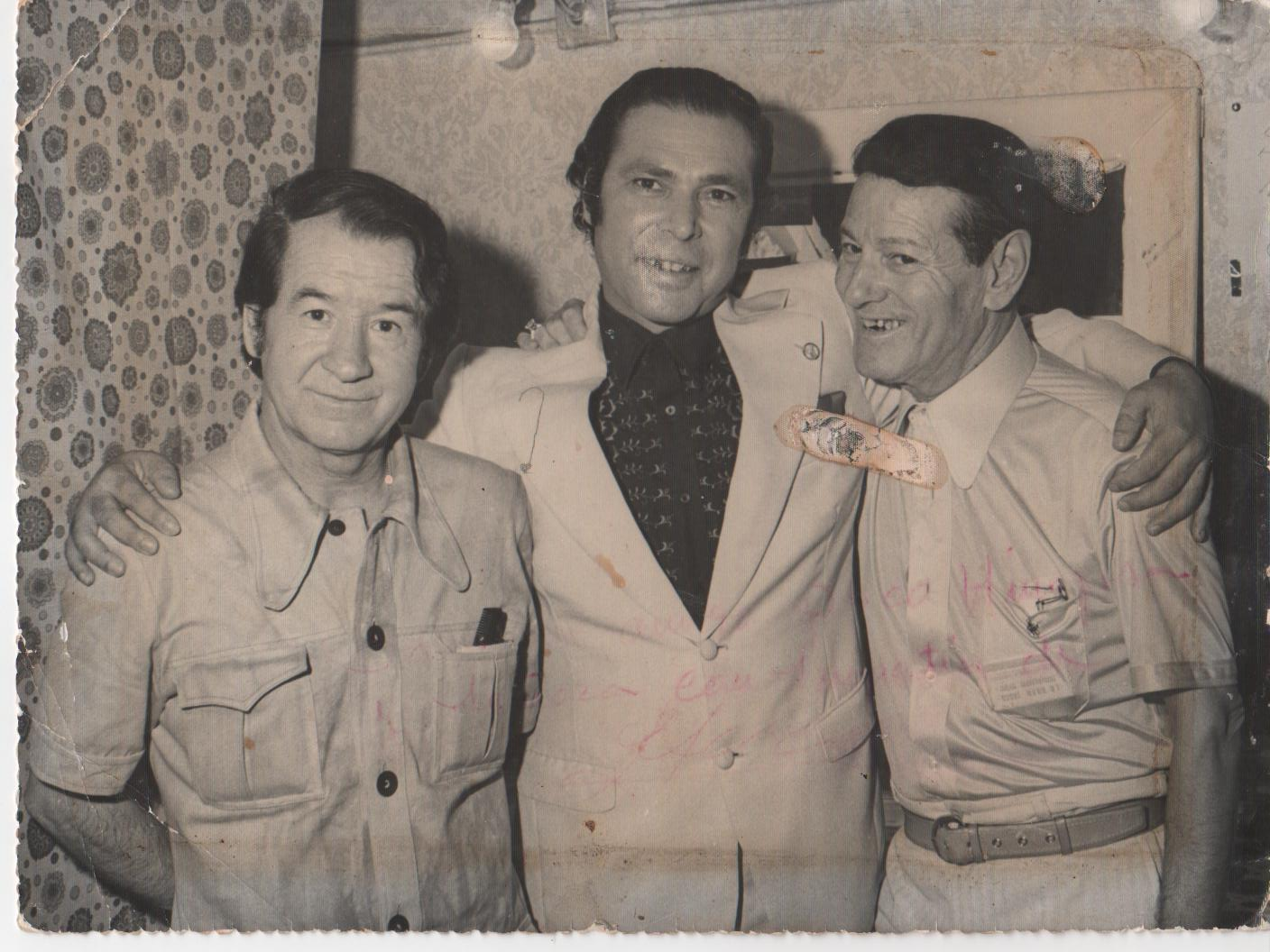
Juanito Valderama con Juan el de la Vara y Pepe Marchena.

Nacido en el seno de una familia de agricultores, era el tercero de los hijos de Juan Valderrama y Jacinta Blanca, la carrera profesional de Valderrama comenzó en 1935, en el cine Metropolitano de Madrid, y se prolongaría más de 60 años. Se había iniciado en el flamenco desde niño, mientras trabajaba en el campo. Tras varios intentos de huida para dedicarse a su pasión, en 1934 conoce a La Niña de La Puebla, y consigue permiso paterno para subirse al escenario, trabajando en sus inicios en compañía de Angelillo junto a artistas como Pepe Marchena. 
Durante la guerra civil española se alista en un batallón de la CNT, aunque no llega a combatir, sino que crea una compañía con la que actúa en retaguardia para las tropas republicanas.
Juanito Valderrama intervino como actor-cantante en seis películas del cine musical español, entre ellas El rey de la carretera (1956), El emigrante (1960), Gitana (1965) junto con Dolores Abril y escenas con Paco de Lucía, con guion basado en la canción María Magdalena de Rafaél de León; De barro... y oro (1966), junto con Dolores Abril con guion de Juan García Hortelano; La niña del patio (1966)  y El Padre Coplillas (1968). Le fue concedida la Medalla al Mérito en el Trabajo y la Medalla al Mérito Turístico. 
De su primer matrimonio con María Vega, del que consiguió la nulidad en 1979, nacieron tres hijos. Unido a Dolores Abril desde la segunda mitad de la década de los cincuenta, Dolores Abril es también cantante con quien formó dúo artístico durante décadas, la pareja se casó por lo civil en 1981. Más tarde, en 1987 contrajeron matrimonio eclesiástico. Con Abril tuvo dos hijos, uno de los cuales es el cantante Valderrama (Juan Antonio Valderrama Caballero), nacido en 1972.
En el escenario, Juanito Valderrama, al igual que Marchena o la Niña de los Peines, se mantenía quieto, desarrollando un cante virtuoso y afinado y siempre con un característico sombrero cordobés. Era además un artista consumado del flamenco y un gran conocedor de los cantes del flamenco. Casi siempre autor de sus éxitos, actuó con la mayoría de figuras del flamenco contemporáneas, y su legado contiene más de 700 actuaciones grabadas que siguió interpretando aun siendo octogenario. Fue un éxito de masas de su época, antes de que llegaran los fenómenos El Cabrero y Camarón, al que había contratado en los años 70 para sus giras. Aunque fuera más conocido por cantar copla, él siempre dijo ser un cantaor flamenco. De él diría Antonio Burgosː

Y si decimos Doña Concha Piquer, ¿Por qué no hemos de decir Don Juan Valderrama? Tiene, evidentemente, el don de la palabra, de la voz popular. No se ha reconocido aún, pero es el primer cantautor de España a la medida de las hambres de la postguerra.
Antonio Burgos para diario ABC 22-11-1984

Como empresario contaba con una compañía de artistas en las que trabajaron, entre otros, José Blanco Ruíz, Ramón de Algeciras, La niña de Antequera, El Perro de Paterna, Luís Calderito, Melchor de Marchena, La niña de Huelva, Pepa Montes, Antonio González Antúnez, Macarena del Río, Rafael Talens Pelló o Juan Santiago Maya. En los años cincuenta incluyó en sus giras a Antonio Machín y a Emilio el Moro. En los años 70, contrató para sus espectáculos a un jovencísimo Camarón.
Entre sus canciones más famosas se encuentra «El emigrante»,escrita en 1949, como homenaje a los millones de españoles emigrantes que dejaron el país por diversas causas tras la Guerra civil española, compuesta por Salazar, Quezada, Niño Ricardo y el mismo Valderrama. También destacan «La primera comunión», «Mi ruiseñor», «La hija de Juan Simón» y «De polizón». Su tema «Ramito de mejorana» suena en la banda sonora de la película El sol del membrillo (1992).
A principios de los años 60 fue el inspirador del concurso cante de las minas de La Unión animando al pueblo a defender el rico patrimonio propio de los cantes mineros, dando lugar al Festival Internacional de Cante de las Minas.
Falleció el 12 de abril de 2004, a los 87 años de edad en su casa de Espartinas (Sevilla), a consecuencia de un paro cardíaco, a las 17:30 de la tarde. Está enterrado en el cementerio de Torredelcampo, y en su mausoleo se encuentra el siguiente epitafioː

En mi tumba no se llora, aquí se canta y se ríe desde la noche a la aurora.
En mi último viaje, en el último trayecto, quiero llevar de equipaje el hombre que llevo puesto.

## Filmografía
- El Rey de la carretera (1956)
- El emigrante (1960)
- Gitana (1965)
- De barro y oro (1966)
- La niña del patio (1967)
- El Padre Coplillas (1968)

## Influencia
En 2002 Antonio Burgos publica su biografía titulada Juanito Valderramaː mi España querida. En 2003 se publica el álbum Tributo flamenco a don Juan Valderrama con las interpretaciones de Juanito Valderrama con Paco de Lucía, Potito, Vicente Amigo y El Pele, Miguel Poveda y Juan Carmona, Montse Cortés, Pepe de Lucía y El Paquete, Guadiana, Arcángel, Carmen Linares, Diego el Cigala y José el Francés con el Niño Josele. En 2004, Canal plus emitió dentro de su programa Epílogo el dedicado a Juanito Valderrama. 
Para conmemorar el centenario del nacimiento de Juanito Valderrama en 2015 se publica el álbum Juanito Valderrama (2016-2016) en el que sus temas más representativos son interpretados por Joan Manuel Serrat, Valderrama, Manolo García, Ana Belén, Victor Manuel, José Mercé, Silvia Pérez Cruz, José Luis Perales, Miguel Poveda, Diana Navarro, Antonio Carmona, Pasión Vega, Rocío Márquez, Arcángel, Martirio, Estrella Morente y David Peña Dorantes.
En 2016, el Festival Internacional de Cante de las Minas le rinde homenaje por su interés en los cantes mineros durante su carrera, su impulso al Festival y sus interpretaciones de cantes mineros en el disco de 1968 Historia del cante flamenco de la taranta Me llaman el Barrenero, la taranta de Mi Gabriela y la levantica de Su carita por la tierra. En 2017 el programa Imprescindibles de la 2 le dedica un programa a Juanito Valderrama. Fue el impulsor del concurso cante de las minas de La Unión. A principios de los años 60, Valderrama invitó a los aficionados a defender el rico patrimonio de estos cantes y, a partir de ahí, surgió este concurso de tanto prestigio
En 2018 abrió, en su localidad natal de Torredelcampo, el Museo de Juanito Valderrama para reconocer su obra y legado, como por ejemplo la recuperación de los cantes de laboreo de Torredelcampo. Tiene calles en Estepona, Alhaurín de la Torre, Jaén, Bormujos y Benacazón, además de una plazoleta en Lanjarón(Granada).

## Premios
- Medalla de Oro al Mérito en las Bellas Artes (2002)
- Medalla de Andalucía (1998)
- Premios Jiennenses del Año (1999)